# Euro Hockey Tour 2018/2019
Euro Hockey Tour 2018/2019 23. edycja turnieju Euro Hockey Tour. 
Rozgrywki rozpoczęły się 8 listopada 2018 turniejem Karjala Cup, a zakończy się 5 maja 2019 turniejem Carlson Hockey Games.

## Turnieje

### Karjala Cup
Mecze turnieju o Puchar Karjala odbyły się od 8 do 11 listopada 2018 roku. Turniej zorganizowano w fińskich Helsinkach, zaś jeden mecz rozegrano w czeskiej Pradze (spotkanie pomiędzy Czechami i Szwecją).

### Channel One Cup
Mecze turnieju o Puchar Pierwszego Programu odbędą się od 13 do 16 grudnia 2018 roku. Turniej zorganizowano w rosyjskiej Moskwie, zaś jeden mecz rozegrany zostanie w Finlandii (spotkanie pomiędzy Finlandią, a Czechami).

### Beijer Hockey Games
Mecze turnieju Beijer Hockey Games odbędą się od 7 do 10 lutego 2019 roku. Turniej zorganizowano w Szwecji, natomiast jeden mecz (spotkanie pomiędzy Rosją a Finlandią) odbędzie się w Rosji.

### Carlson Hockey Games
Mecze turnieju Carlson Hockey Games odbędą się od 2 do 5 maja 2019 roku. Turniej zorganizowano w Czechach, natomiast jeden mecz (spotkanie pomiędzy Szwecją, a Rosją) odbędzie się w Szwecji.